# Ліза Олденгоф
Ліза Олденгоф  (англ. Lisa Oldenhof, 26 березня 1980) — австралійська веслувальниця, олімпійська медалістка.

## Виступи на Олімпіадах
| Олімпіада  | Дисципліна                    | Місце |
| ---------- | ----------------------------- | ----- |
| Афіни 2004 | байдарка-четвірка, 500 метрів | 6     |
| Пекін 2008 | байдарка-четвірка, 500 метрів | 3     |